# Sole (film 2000)
Sole è un film documentario del 2000 diretto da Mariangela Barbanente. Girato tra il 1998 e il 1999, racconta il fenomeno del caporalato nella zona tra Brindisi e Taranto.

## Trama
Vita, Teresa, Daniela sono braccianti agricole. Lavorano a più di cento chilometri da casa perché nei loro paesi, sulle colline tra Brindisi e Taranto, non ci sono altre possibilità. Lavorano "grazie" ai caporali, intermediari illegali tra le aziende agricole e la manodopera che reclutano le braccianti, determinano la paga e mettono a disposizione i mezzi di trasporto in cambio di una percentuale sul salario già basso. Da queste parti, la disoccupazione maschile è un fenomeno diffusissimo. I caporali preferiscono le donne perché sono più "inclini" alla sottomissione. Dai caporali dipende la sopravvivenza di moltissime famiglie: un potere enorme di cui spesso abusano. 
E come gran parte delle donne del mondo, anche loro quando rientrano dal lavoro – dopo 10 o anche 14 ore - hanno la famiglia e la casa di cui occuparsi. Non c'è spazio per nient'altro nella loro vita. Non hanno diritti, ma solo doveri. 
Un anno nell'esistenza di queste donne. Le attese notturne, le lunghe ore nei campi, la vita privata. E soprattutto le loro piccole vittorie: il tentativo incessante di non lasciarsi calpestare.

## Riconoscimenti
- Menzione speciale al Torino Film Festival 2000
- Secondo premio al Festival Libero Bizzarri 2001
- Menzioni al Mediterraneo Video Film Festival 2001 e al Maremma Doc 2001